# Bollebygd
Pour l’article homonyme, voir Bollebygd (commune).
Bollebygd est une localité de la commune de Bollebygd, dont elle est le chef-lieu, dans le comté de Västra Götaland en Suède.
Sa population était de 4487 habitants en 2019.